# MAGURA V5
MAGURA V5 (acronimo di Maritime Autonomous Guard Unmanned Robotic Apparatus) è un drone navale di produzione ucraina, sviluppato dalla Direzione principale dell'Intelligence (HUR) e impiegato durante l'invasione russa dell'Ucraina del 2022.
Nel novembre 2022 il governo ucraino ha annunciato lo sviluppo di un drone navale da combattimento capace di percorrere 800 km. Il drone è stato poi presentato pubblicamente nel luglio 2023.

## Caratteristiche tecniche
Diversamente da altri droni navali di produzione ucraina come il Sea Baby, che vengono utilizzati per attaccare imbarcazioni ancorate in porto, il MAGURA V5 è stato progettato specificamente per colpire obiettivi in alto mare.
Le specifiche ufficialmente dichiarate sono:
- lunghezza: 5,5 metri
- larghezza: 1,5 metri
- velocità di crociera: 22 nodi (41 km/h)
- velocità massima: 42 nodi (78 km/h)
- massima distanza percorribile: 450 miglia nautiche (833 km)
- capacità di carico: 320 kg
- comunicazioni:
  - satellitare: mediante due antenne Starlink e un'antenna Kymeta
  - via rete cellulare, quando si trova a meno di 40 km dalla costa.

Il veicolo può navigare in maniera autonoma mediante il computer e i sensori di bordo, o può essere pilotato da remoto attraverso una rete wireless mesh o sistemi di comunicazione satellitare. Sono presenti dei sistemi video a bordo per consentire il pilotaggio da remoto.
A seconda del carico imbarcato, può eseguire missioni di sorveglianza, ricognizione, pattugliamento, ricerca e soccorso, sminamento e attacco suicida.

## Impiego operativo
Nel novembre 2023 due imbarcazioni da sbarco, una della classe Serna e una della classe Ondatra, sono state distrutte in un attacco condotto da droni MAGURA V5 nella Crimea occidentale.
All'inizio del 2024 il capo della Direzione Principale dell'Intelligence Kyrylo Budanov ha dichiarato che diversi droni MAGURA V5 hanno affondato la corvetta russa Ivanovec.
Il 14 febbraio 2024 alcuni MAGURA V5 hanno attaccato e affondato la nave da sbarco russa Cezar' Kunikov vicino ad Alupka, in Crimea.
Il 5 marzo 2024, droni MAGURA V5 hanno affondato il pattugliatore russo Sergej Kotov nei pressi dello stretto di Kerč'.
Il 31 dicembre 2024 un MAGURA V5 ha abbattuto un elicottero russo Mil Mi-8 utilizzando dei missili R-73.
Di nuovo utilizzando missili R-73, il 2 maggio 2025 uno o più droni MAGURA V5 hanno abbattuto un caccia russo Sukhoi Su-30 circa 50 km a ovest di Novorossijsk.